# Соколенко Григорій Олександрович
Григорій Олександрович Соколенко (17 квітня 1927, Веселий Кут — 2016) — український живописець, член Спілки радянських художників України з 1968 року. Батько художника Андрія Соколенка.

## Життєпис
Народився 17 квітня 1927 року в селі Веселому Куті (тепер Миколаївська область, Україна).
У 1931-му сім'я переїхала до Запоріжжя. Батьки оселилися в бараці і працювали на будівництві «Запоріжсталі»
Тут, у Запоріжжі, Григорій пішов до школи, відвідував студію образотворчого мистецтва в будинку культури металургів. Окупацію під час Другої світової війни сім'я пережила на селі.
У 1944—1949 року з відзнакою закінчив Дніпропетровське художнє училище (навчався у Миколи Погрібняка, Олександра Куко), 1955 року — Державну Академію мистецтв Латвійської РСР (вчителі з фаху Арій Скріде, Яніс Тільбергс, Карліс Бренценс).
У 1955-му, закінчивши Академію, повернувся до Запоріжжя, активно включився у роботу Товариства художників, читав лекції, очолював творчу секцію, а в 1956-му, разом з художниками Г.Колосовським і М.Пашканісом, поплив човнами по Дніпру — чудова нагода з натури малювати українську природу, прибережні міста (зокрема, Нову Каховку).
У кінці 1950-х Григорій Олександрович обирався головою Товариства художників, одружився з Ніною Румянцевою. Народився син Андрій [закінчив Львівський художній інститут, став майстром вітражу].
Першу монументальну роботу — розпис у Палаці піонерів у 1959-му — виконав спільно з Л.Орленком. Далі працював також з А.Скрипкою. Всього ж у Запоріжжі ним було створено шість монументальних робіт в різних техніках.
У 1966-му Г. О. Соколенко у круїзі по Середземному морю відвідав ряд європейських країн, зокрема їх музеїв.
У 1968-му — бере участь у Всесоюзному конкурсі на проєкт Музею запорозького козацтва на о. Хортиця [у групі архітекторів]. У зв'язку з цим пройшов по місцях запорозьких січей на Подніпров'ї з десятирічним сином. Проєкт отримав другу премію.
У 1968-69-х на запрошення від Спілки художників України був у складі групи з організації І Республіканської виставки монументального мистецтва в Києві. Це була значна подія в українській культурі, там показали твори розстріляних у 1937-му Михайла Бойчука і його учнів, колег, котрі увійшли в історію як «бойчукісти». Ця робота багато чого змінила в його свідомості. Так він вивчав історію сучасного українського мистецтва.
Протягом 1971—1974 років був першим директором Запорізького художнього музею.
Особливо заопікувався фондами музею — організував ряд експедицій по Україні та за кордон по збору експонатів народного мистецтва [зокрема, петриківського розпису], а до видатних художників і колекціонерів звертався сам — їздив у Москву до Оксани Павленко [художниця з кола Бойчука], у Київ — до дружини видатного Анатоля Петрицького, та до одеських колекціонерів, і привіз унікальні роботи, датовані кінцем ХІХ — початком та 20-ми роками ХХ століття.
В подальшому житті художник займався суто малярською творчою роботою. Мешкав у Запоріжжі. Помер у 2016 році.

## Нагороди та відзнаки
1988 року нагороджений медаллю «Ветеран праці», 1995 року — медаллю «50 років Перемоги у Великій Вітчизняній війні 1941—1945 рр.».

## Творчість
Працював у галузі станкового живопису та монументального мистецтва. Серед робіт:
- «Торгівля скіфів із греками» (1956);
- «Соняшники» (1957);
- «Життя піонерів» — розпис у Палаці піонерів, Запоріжжя (1959, у співавторстві з Леонідом Орленком);
- «Запорожці біля Дніпра» — вітраж у магазині «Перлина», Запоріжжя (1964);
- «Сучасний міжпланетний радіозв'язок», «Радіо служить людям» — мозаїка у технікумі, Запоріжжя (1965, у співавторстві з Леонідом Орленком);
- «Весняна пісня», мозаїка у кафе «Марічка», Запоріжжя (1966, у співавторстві з Леонідом Орленком та Анатолієм Скрипкою);
- «Геракл» — декоративний рельєф у спортзалі з важкої атлетики, Запоріжжя (1966);
- «Вітраж життя», «Бандурист» в палаці культури «Тітан» Запоріжжя (1974);
- «Людину славить праця» — декоративний рельєф (шамот) на фасаді будинку курсів Облпрофради в Запоріжжі (1975);
- «Земле, земле, кавуни» (1990, натюрморт);
- «Булочка» (1991);
- «Радість — веселка» (1995);
- «Дніпро і пуща Золота».

Брав участь у всеукраїнських виставках з 1964 року.